# Isla Filomena Grande
La isla Filomena Grande es la mayor de un grupo de islas del río Uruguay que pertenecen a Uruguay y que forman exclaves territoriales de ese país ya que están completamente  rodeados por aguas jurisdiccionales de la Provincia de Entre Ríos en Argentina. Posee una superficie estimada en 1200 hectáreas (12 kilómetros cuadrados) y administrativamente forma parte del departamento de Río Negro.

## Historia
El nombre de Filomena hace referencia a la fragata HMS Philomel de Marina Real británica, con la cual el capitán británico Sullivan exploró y bautizó en 1846 el canal de la Filomena.
La soberanía sobre las islas estuvo indefinida hasta la firma del Tratado del Río Uruguay en 1961. Este tratado estableció el límite en el canal principal de navegación del río Uruguay desde el punto en donde luego se construiría la represa de Salto Grande hasta su desembocadura en el Río de la Plata en el paralelo de Punta Gorda. Para que las islas Filomena Grande, Filomena Chica, Palma Chica, Bassi, Tres Cruces y los islotes sin nombre ubicados inmediatamente al sur de Filomena Grande y de Bassi respectivamente, quedaran en jurisdicción uruguaya, por tener población de ese origen, se acordó que el límite se bifurcara:

Artículo 1 inciso b):

I) Desde el Ayuí hasta un punto situado en la zona de bifurcación de los canales de la Filomena y del Medio, el límite seguirá la línea que corre coincidentemente con el eje del Canal Principal de Navegación.

II) Desde el punto situado en la zona de bifurcación de los canales de la Filomena y del Medio hasta un punto situado en la zona en que estos canales confluyen, el límite también se bifurcará en dos líneas.

a. Una línea correrá coincidentemente con el eje del Canal de la Filomena (Canal Principal de Navegación) y será el límite al solo efecto de la división de las aguas; quedando bajo la jurisdicción argentina las aguas situadas al occidente de esta línea, y bajo la jurisdicción uruguaya las aguas situadas al oriente de esta línea.

b. Otra línea correrá por el Canal del Medio y será el límite al solo efecto de la división de las islas, quedando bajo jurisdicción argentina las islas situadas al occidente de ésta línea y bajo la jurisdicción uruguaya y con libre y permanente acceso a las misma, las islas situadas al oriente de ésta línea.

III) Desde el punto en que confluyen los canales de la Filomena y del Medio hasta el paralelo de Punta Gorda las líneas se unirán nuevamente en una única línea limítrofe a todos los efectos, que correrá coincidentemente con el eje del Canal Principal de Navegación.

En virtud de la delimitación establecida en los párrafos I, II y III del presente artículo, quedarán bajo la jurisdicción argentina (...) y bajo la jurisdicción uruguaya las siguientes islas e islotes: (...) isla Filomena Chica, (...), isla Filomena Grande, isla Palma Chica, (...), isla Bassi, (...), islote Sin Nombre (100 mts. al sur de isla Filomena Grande), (...) isla Tres Cruces, (...)

No fueron mencionados en el tratado los islotes Alba y Chingolo, también adjudicados a Uruguay.
El 31 de octubre de 1969 se acordó por medio de intercambio de notas diplomáticas que el límite corriera por el centro de los canales, coincidentes con los puntos de mayor profundidad.
El 28 de septiembre de 1916 ambos países habían firmado un tratado de límites que fijaba la línea limítrofe en el río Uruguay en el thalweg del mismo. Este tratado dejaba al grupo de las islas Filomenas bajo soberanía argentina, sin embargo, no fue ratificado por el Congreso uruguayo.
En la isla Filomena Grande habita una pequeña comunidad de mbyá guaraníes emigrada en la década de 1980.
El área hoy forma parte del parque Esteros de Farrapos. Las isla Filomena Chica y Palma Chica están actualmente unidas, lo mismo que las islas Bassi y Tres Cruces. Ambos grupos están en proceso de unión en una única isla, y a 2018 se hallan separados por un canal de unos 10 metros de ancho.
La isla Filomena Grande está rodeada al este por el canal de la Filomena Grande -que la separa de la isla del Burro y del islote Nuevo Berlín- y por el brazo principal del río Uruguay; al oeste el canal de Garibaldi la separa de la isla Filomena Chica-Palma Chica, del islote Alba, y de la isla Bassi.